# Abdol Hossein Dastgheib
 (février 2020).
Abdol Hossein Dastgheib, né le 8 décembre 1913 et mort le 11 décembre 1981 est un Imam de la prière du vendredi et l'un des représentants du Guide suprême à Chiraz.  
Il était un Marja, Mujtahid, expert en langue arabe, en théologie, en textes révélés et en principes de jurisprudence (Usul al-fiqh). Il a été tué par les moudjahidines du peuple d'Iran. 

## Biographie
Le père de Dastgheib, Seyed Mohammad Taqi, qui enseignait à l'école primaire, est décédé à l'âge de 11 ou 12 ans. Il a poursuivi ses études après la mort de son père à Chiraz, puis a poursuivi ses études à Nadjaf. De retour en Iran, il a commencé de sérieuses activités politiques. 

### Avant la révolution iranienne
Abdol Hossein Dastgheib était une lutte politique au cours de la dynastie Pahlavi. Il a été emprisonné pour avoir critiqué les politiques du gouvernement et forcés par le régime de quitter l'Iran, de retour en 1962. Il a pris en charge Rouhollah Khomeini et a continué à effectuer des activités politiques contre le régime. Le 5 juin 1963, il est arrêté et exilé à Téhéran, et en 1964, il a de nouveau été arrêté et envoyé en exil. Il a été le chef de file de gens de Chiraz dans la lutte contre les Pahlavi. En 1977, le régime s'est placé en résidence surveillée, mais il dut pour la réaction des gens,. Après que les gens ont été massacrés au cours de manifestations publiques à Chiraz contre le régime du shah, il a été arrêté.

### Après la révolution iranienne

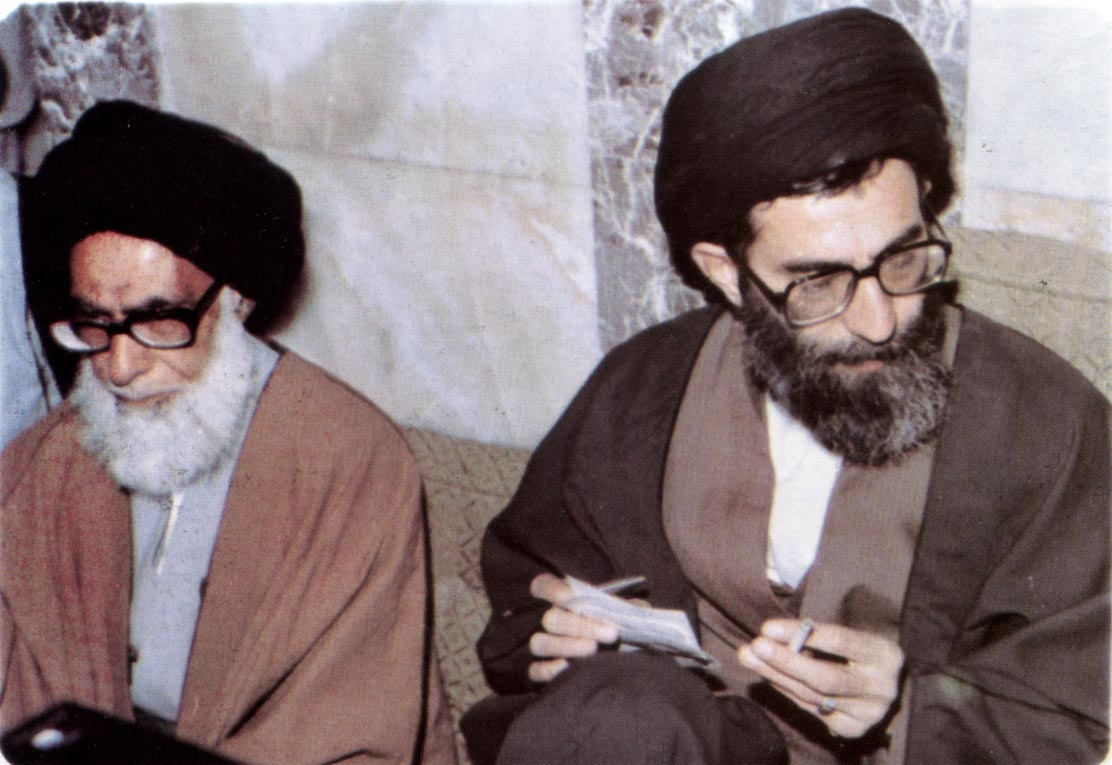
Abdol Hossein Dastgheib (à gauche) et le président Ali Khamenei (à droite)

Abdol Hossein Dastgheib a été nommé Imam de la prière du vendredi et représentant du Guide suprême à Chiraz , et était un Mujtahidd qui était expert en langue arabe, en théologie, en textes révélés et en principes de jurisprudence (Usul al-fiqh). Il était un représentant du peuple du Fars à l'Assemblée des experts.

### Mort
Le 11 décembre 1981, Dastgheib et sept compagnons ont été tués dans une explosion de bombe alors qu'ils se rendaient à la mosquée pour diriger la prière du vendredi,.

## Les mentors
- Abu l-Hasan al-Isfahani
- Agha Zia Addin Araghi
- Ali Tabatabaei
- Mohammad Kazem Shirazi (d'un mentor de l'éthique et du mysticisme)
- Mohammad Jawad Ansari Hamedani
- Seyed Mirza Estahbahanati

## Livres
Il est l'auteur des livres suivants. 
1. Everlasting heaven
2. Certain role
3. Faith
4. Resurrection
5. Sermon of shabarieh
6. Hosseini uprising
7. Great sins
8. Humble prayers
9. Great Fatemeh Zahra and Zeinab
10. Ascension to heaven
11. Prophecy
12. Heart of Quran
13. Introduction from the Quran
14. Another world
15. Islamic behavior
16. questions
17. Secrecy of the Quran
18. Office of Imam (Imamate)
19. Truth from Quran
20. Eternity
21. Friday sermons
22. Salim's heart
23. Manners from the Quran
24. Unitarianism
25. Fantastic stories
26. Sayed-Ol-Shohada

## Voir également
- Mohammed Bakr al-Sadr
- Smaoui Mohamed Tijani